# بريدو جون سيلبي
بريدو جون سيلبي (بالإنجليزية: Prideaux John Selby)‏ هو عالم طيور وعالم نبات ومهتم بالرسم عن التاريخ الطبيعي. يتم استخدام اختصار المؤلف القياسي P.Selby للإشارة إلى هذا الشخص كمؤلف عند الاستشهاد باسمه في الطيور أو النباتات.

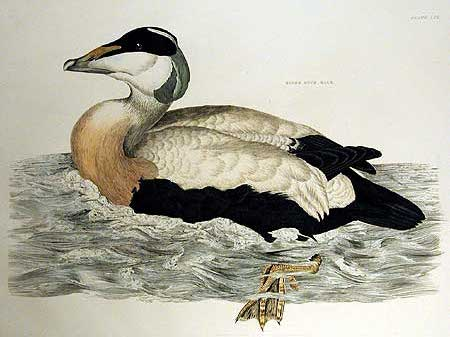
عيدر من كتاب "Illustrations of British Ornithology"

## حياته
ولد سيلبي في بلدة أونيك في مقاطعة نورثمبرلاند، وهو الابن البكر لجورج سيلبي وزوجته مارجريت كوك. أكمل دراسته الجامعية في كلية أكسفورد الجامعية، ونجح في تجارة الأراضي التي كانت تملكها عائلته.

## انجازاته العلمية
أكثر ما يشتهر به سيلبي هو كتابه Illustrations of British Ornithology وهي المجموعة الأولى للرسوم التوضيحية عن الطيور في بريطانيا والتي استمر في رسمها بين عامي (1821–1834)، كما قام بكتابة Illustrations of Ornithology كتاب بالاشتراك مع السيد ويليام غاردين، بالإضافة لتأليف كتاب A History of British Forest-trees سنة 1842.
العديد من رسومه كانت مأخوذة من مجموعته، كما أنه شارك في بعض أعمال كتاب 'Naturalist's Library في قسم الحمام سنة 1835 وفي قسم الببغاوات سنة 1936 بالتعاون مع إدوارد لير. كان لبعض الوقت أحد محرري مجلة علم الحيوان وعلم النبات Magazine of Zoology and Botany.
تم بيع مجموعته سنة 1885 وأصبحت مشتتة بين العديد من الناس، أما الطيور التي جمعها من جنوب أفريقيا فقد أعاد جمعها أندرو سميث ثم عرضها في متحف علم الحيوان في جامعة كامبردج.